# モンロー (ワシントン州)
モンロー（Monroe）は、アメリカ合衆国ワシントン州スノホミッシュ郡の都市である。人口は1万9699人（2020年）。シアトルの北東48キロメートルに位置している。

## 地理・気候
北緯47度51分28秒、西経121度59分18秒 (47.857722, -121.988364) に位置している。
アメリカ合衆国統計局によると、総面積15.0 km2 (5.8 mi2) である。このうち15.0 km2 (5.8 mi2) が陸地であり、0.1 km2 (0.04 mi2) (0.52%) が水地である。
- 山:
- 河川:
- その他:

## 人口
2000年国勢調査では、人口13,795人、4,173世帯、3,058家族が暮らしている。人口密度は921.5/km2 (2,388.4/mi2) である。295.7/km2 (766.5/mi2) の平均的な密度に4,427軒の住宅が建っている。この都市の人種的な構成は白人86.13%、アフリカン・アメリカン3.15%、ネイティブ・アメリカン1.32%、アジア2.38%、太平洋諸島系0.31%、その他の人種4.01%、混血2.70%である。この人口の9.66%はヒスパニックまたはラテン系である。
全世帯のうち、18歳未満の子供と同居している世帯が45.7%、夫婦のみの世帯が57.8%、未婚女性の世帯が10.5%であり、26.7%は家族を持たない。個人名義の世帯主が20.6%、そのうち65歳以上が8.6%である。世帯ごとの平均人数は2.83人、家族ごとの平均人数は3.26人である。
18歳未満の未成年が27.4%、18歳以上24歳以下が8.9%、25歳以上44歳以下が41.4%、45歳以上64歳以下が14.2%、65歳以上が8.0%、平均年齢は31歳である。女性100人に対して男性は126.7人である。18歳以上の女性100人に対して男性は137.3人である。
この都市の世帯ごとの平均的な収入は50,390 USドルであり、家族ごとの平均的な収入は55,793 USドルである。男性は39,847 USドルに対して女性は31,633 USドルの平均的な収入がある。この都市の一人当たりの収入 (per capita income) は18,912 USドルである。人口の5.6%及び家族の8.9%の収入は貧困線以下である。全人口のうち18歳未満の9.2%及び65歳以上の14.7%は貧困線以下の生活を送っている。